# Keshavapura, Chiknayakanhalli
Keshavapura là một làng thuộc tehsil Chiknayakanhalli, huyện Tumkur, bang Karnataka, Ấn Độ.